# Nova Maala
Nova Maala (makedonska: Нова Маала) är en ort i Nordmakedonien. Den ligger i kommunen Vasilevo, i den östra delen av landet, 120 km öster om huvudstaden Skopje. Nova Maala ligger 322 meter över havet och antalet invånare är 823.